# 까오다이교

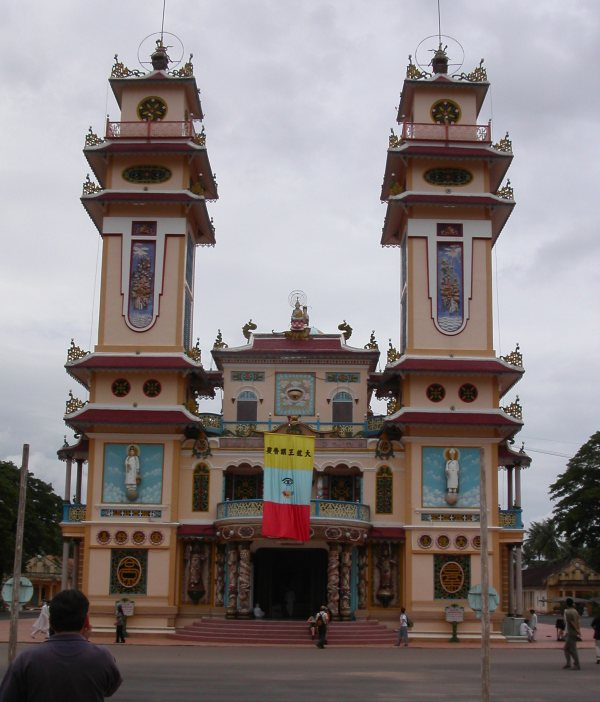
까오다이교의 한 사원

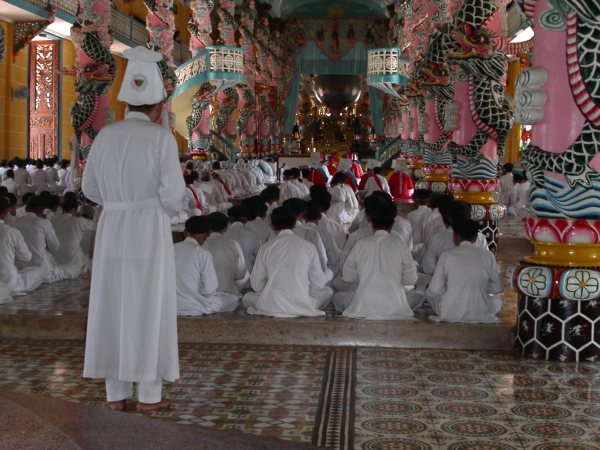
까오다이교 신자들이 축제를 벌이고 있다.

까오다이교(베트남어: Đạo Cao Đài 쯔놈: 道高台)는 1926년 베트남 남부의 떠이닌에서 응오 반 찌에우(Ngô Văn Chiêu)에 의해 창시된 혼합적 유일신교로서 호아하오교와 함께 베트남의 양대 신흥종교이다. 세계 5대 주요 종교(유교, 불교, 기독교, 도교, 이슬람교)의 신앙을 절충하여 만들어졌다. 까오다이교의 신자는 약 2~300만 명으로 추산된다. 베트남 분단 시기에 북베트남과 공산주의에 적대적 입장을 취하여, 베트남 통일 이후 당국으로부터 탄압을 받기도 하였다. 까오다이란 높은 곳이라는 뜻으로, 신이 지배하는 천상의 영역, 곧 천국을 뜻한다. 또한 까오다이교의 신인 까오 다이 띠엔 옹 다이 보 탓 마 하 탓(Cao Đài Tiên Ông Đại Bồ Tát Ma Ha Tát)의 약칭이기도 하다.

## 같이 보기
- 호아하오교
- 퓨처라마(이종교가 주류가된다는설정이나온다)